# José Luis Martín Prieto
José Luis Martín Prieto (Madrid, 1944-San Lorenzo de El Escorial, 1 de juny de 2019) va ser un periodista espanyol. Era conegut per les seves inicials MP.

## Biografia
Als divuit anys va fundar i va dirigir la revista literària Nuevo Surco.
Becat pel Ministeri de Treball, havia estudiat enginyeria tècnica industrial com a alumne intern a la Universitat Laboral José Antonio Primo de Rivera de Sevilla, on va tenir com a professor a Alfonso Guerra en l'àrea de dibuix tècnic.
Va col·laborar als diaris Arriba i Pueblo, i a Informaciones, on va ser cap de reporters, sotscap de documentació i cap de redacció. Fue uno de los fundadores del diario El País como adjunto de la dirección y posteriormente subdirector de la sección Opinión. Va ser un dels fundadors del diari El País com a adjunt de l'adreça i posteriorment subdirector de la secció Opinió. En 1982 va ser designat delegat del periòdic per a Amèrica del Sud, treballant a l'Argentina, Uruguai, Xile, Paraguai, Bolívia, el Perú, Colòmbia, Equador i Brasil. Com a ponent de la Universitat de la Paz, dependent de Nacions Unides, va donar conferències i seminaris a Costa Rica, Nicaragua i Guatemala.
En 1985 va ser detingut a Xile i expulsat del país com "persona non grata" pel Govern dictatorial del general Augusto Pinochet.
Va ser subdirector de la revista Tiempo i assessor de la presidència del diari Ya.
Va ser columnista polític a Diario 16 i El Mundo, la revista La Clave, i en els informatius de Telecinco. En aquesta cadena va mantenir una secció de debat amb el periodista Federico Jiménez Losantos. Durant diversos anys va realitzar diàriament el comentari polític de Protagonistas, de Luis del Olmo, a Onda Cero.
Va ser analista polític al diari La Razón i crític de llibres en la revista Técnica de un golpe de Estado i Cartas a mujeres.
Va morir a l'Hospital de El Escorial, localitat on residia des de feia anys, al costat de la seva esposa Cristina Scarfiora. No es va oficiar cap servei fúnebre i el seu cos va ser donat a la Ciència

## Premis i reconeixements
Ha rebut una dotzena de premis periodístics, entre ells el Nacional de Periodismo (1983), el Club Internacional de Prensa (1992), el Continente de Periodisme (1993), l'Antonio Machado, el de la Fundación Pablo Iglesias, el Marató de la COPE, entre d'altres.
En 1987 el rei Joan Carles li va concedir l'Encomana del Mèrit Civil.